# Vic de Bigòrra
Vic de Bigòrra (en francès Vic-en-Bigorra) és un municipi francès del departament dels Alts Pirineus, a la regió administrativa d'Occitània. Forma part de la regió històrica de la Gascunya, i del comtat històric de Bigòrra.

## Demografia
| Evolució de la població Ehess i INSEE |       |       |       |       |       |       |       |       |
| 1793                                  | 1800  | 1806  | 1821  | 1831  | 1836  | 1841  | 1846  | 1851  |
| 3 026                                 | 3 255 | 3 397 | 3 308 | 3 679 | 3 857 | 3 644 | 3 637 | 3 663 |

| 1856  | 1861  | 1866  | 1872  | 1876  | 1881  | 1886  | 1891  | 1896  |
| ----- | ----- | ----- | ----- | ----- | ----- | ----- | ----- | ----- |
| 3 549 | 3 725 | 3 650 | 3 614 | 3 630 | 3 557 | 3 703 | 3 643 | 3 719 |

| 1901  | 1906  | 1911  | 1921  | 1926  | 1931  | 1936  | 1946  | 1954  |
| ----- | ----- | ----- | ----- | ----- | ----- | ----- | ----- | ----- |
| 3 796 | 3 385 | 3 480 | 3 121 | 3 190 | 3 241 | 3 241 | 3 381 | 3 502 |

| 1962  | 1968  | 1975  | 1982  | 1990  | 1999  | 2006 | 2011 | 2016 |
| ----- | ----- | ----- | ----- | ----- | ----- | ---- | ---- | ---- |
| 3 701 | 4 393 | 4 563 | 4 572 | 4 893 | 4 788 | -    | -    | -    |

| 2019 | - | - | - | - | - | - | - | - |
| ---- | - | - | - | - | - | - | - | - |
| -    | - | - | - | - | - | - | - | - |

## Administració
| Període   | Identitat                | Partit        |
| --------- | ------------------------ | ------------- |
| 1944-1948 | Bertrand Léopold Sourdaa | Divers droite |
| 1948-1971 | Pierre Guillard          | PRG           |
| 1971-1974 | Louis Fourcade           | PRG           |
| 1974-1977 | Camille Sarthou          | Divers gauche |
| 1977-2008 | Claude Miqueu            | PRG           |
| 2008-     | Jean Bordères            | Divers gauche |